# Complemento di Schur
In algebra lineare e nella teoria delle matrici, il complemento di Schur è una costruzione che prende il nome dal
matematico tedesco Issai Schur (1875-1941).

## Definizione
Supponiamo che A,
B, C e D siano matrici rispettivamente di tipo p×p, p×q, q×p e
q×q, e che D sia invertibile. Queste matrici siano i blocchi della matrice
di tipo (p+q)×(p+q)
{\displaystyle M=\left[{\begin{matrix}A&B\\C&D\end{matrix}}\right]} .
Allora si definisce complemento di Schur  del blocco D della
matrice M la matrice di aspetto p×p
{\displaystyle \,A-BD^{-1}C} .
Se M è una matrice simmetrica definita positiva,
si dimostra che è tale anche il complemento di Schur di D in M.

## Applicazioni alla teoria della probabilità e alla statistica
Consideriamo due vettori colonna casuali X e Y appartenenti
a Rn e Rm rispettivamente, e il vettore
(X′, Y′)′ (dove a′ denota la trasposta di a);
supponiamo che quest'ultimo abbia una distribuzione normale multivariata
la cui varianza è la matrice simmetrica definita positiva
{\displaystyle V=\left[{\begin{matrix}A&B\\B'&C\end{matrix}}\right]} .
Allora la varianza condizionale di X dato Y è il complemento
di Schur di C in V:
{\displaystyle \operatorname {var} (X\mid Y)=A-BC^{-1}B'} .
Se assumiamo che la precedente matrice V non sia una varianza di un vettore
casuale, ma una varianza campione, allora questa può avere una distribuzione di Wishart.
In questo caso, anche il complemento di Schur di C in V
presenta una distribuzione di Wishart.